# MAD片
MAD片（／）；（英：Videos of Madness），是指将现有的声音、游戏、图像、动画等由个人编辑、合成后再构成的游戏文化、动画文化、同人文化界別中的多媒體作品。一般作品為一段有關的影片剪輯，配以作者喜歡的音樂，近似同人MV形式的存在。不同的地方是MAD片的重點在於影片，對有關動畫或電玩致敬；而相對的，同人MV的重點則放在音樂方面。當然亦有一些MAD片是只作聲音的剪輯或只有畫面的剪輯，嚴格而言亦可算作MAD片。

## MAD起源
「MADMOVIE」這一詞的歷史要從MADtape開始說起：約在1978年之時，某大阪藝術大學社團之創社團員「MAD島川氏」和「Y氏」，在用吉他彈奏其動畫曲或特攝曲時，試著彈奏跟其主旋律不同的音樂，（例如彈奏主歌時不是原曲所編的旋律並在和彈到與原曲一樣副歌的旋律銜接時，能完全相合其旋律之感，依此類推，曲中每一段音樂都可以這樣處理）結果會有一點爆笑好玩的效果，不知何時，這種玩法在社團中變成了常態。
這段期間，不是住在大阪的高中生今井想要「ヤマト」的BGM（背景音樂），但是當時其劇情篇的錄音帶尚未發行，他們便將從電視播放的劇場動畫的BGM給錄下來，當然，錄下來的BGM當然含有角色的口白，所以將有口白的音樂部分捨去，並用其他適當的音樂旋律和沒有口白的BGM一段一段地〝讓音樂聽起來很順的〞剪接起來，完成一首BGM，結果效果不錯，而且很有趣。之後也就想編輯在劇場動畫的名場面上能夠有自己專屬的台詞的錄音，趁著與喜歡「ヤマト」友人一起玩名場面台詞遊戲後並實際的試著編輯之，就這樣，其漫研中「MADヤマト」小社團也就成立了，並樂在其中。
而後，今井也進入藝大。這兩個喜歡MAD命運的結合，讓今井感受到還有其他有趣玩法的感動之餘，接受學長的音樂MAD的傳承，以「NEW MAD SERIES」發表，這就是MADtape出現的原因。
概括言之，MAD原來在錄音帶最為流行的時代，以各式各樣的音源素材予以「剪接」，編輯成與原來的音樂素材含義完全不同的東西，統稱MADtape。
而靜止系的MADmovie與MADtape比較起來本身還是有很多不一樣的方向性之處，跟原來MAD的意義是有差異的；話說如此，順從MADtape稱呼的習慣之下，有人認為MAD就是「將素材予以混合編輯製作的」的意思。如果就上述的來說，「靜止系的movie」和「靜止系的MADmovie」也就沒有什麼不同。不過，也有人認為「MAD」有「其利用的素材未經作者許可便製作公開」的含義存在，有著違法的微妙感，可說是遊走在法律之間的模糊地帶；也因此，在MAD歷史上，發生過很多著作權方面的爭議。
之後多MAD製作的高峰期為1990年代後期及2000年代初期，因為電腦技術漸露頭角、以及硬體設備的進步，二次元文化愛好者可以利用電腦剪輯影片及音樂製作自己心目中的短片。而當時得令的電玩作品有AIR、Kanon和ONE，而Final Fantasy系列的電腦動畫極之精美，故此都特別多MAD片的同人作品。全盛時期開始至今，日本更有網站舉辦MAD片大賞，以鼓勵有能力的製作者。

## MAD界的消長
以下數個原因影響MAD片的製作者的數量：(指日本方面)
- 電腦技術發展，flash短片製作較容易，容量亦較少，流通性大大加強。
- 早年MAD片的製作者有不少被電玩公司或動畫公司邀請為專業製作。
- 不少電玩作品製作近似MAD片的宣傳短片，配合遊戲主題曲於遊戲的官方網站供有興趣的網友下載，正好這些宣傳短片有不少正是早年的MAD片製作者所製作的。
- 一般家用電腦年輕化，有相當電腦技術而同時對二次元文化狂熱者下降，導致製作出現人才斷層，青黃不接。[來源請求]
- 由於NICONICO動畫、YouTube等影音網站盛行，以致於MAD呈現更多元更平民的發展。

## 不同種類
基於MAD片的發展其實是奠基於電腦技術的發展，故此MAD片早期作品和近後期的作品在風格上和製作上都有相當大的差異，常見的MAD片有以下數個種類：
- 靜止畫MAD，由多張靜態的CG移動配以樂曲做成的MAD片。
- 音MAD，利用混音軟體將某聲音與音樂搭配融合所形成的混音樂曲，詳見條目音MAD。
- 動畫MAD，由電腦動畫配以樂曲做成的MAD片，早年多為2D動畫，及後3D動畫技術日趨成熟使MAD片作品亦較多3D 動畫作品，但一般而言仍2D較多。
- 混合系MAD，由動畫，靜態CG等素材配以樂曲做成的MAD。綜合了上述兩種類型的特點。
- 動畫樂曲MAD，由製作者自行拍攝短。片配合樂曲，有如特攝片的同人MV。

MAD創作細分種類：
- 燃系MAD，最為常見創作種類之一，多以具有熱血激進感的配樂輔以戰鬥畫面而成。
- 治癒系MAD，最為常見之創作種類之一，多以純淨、放鬆、感人的配樂輔以言情類畫面而成。
- 剧情向（又称AMV）
  - 誤解系MAD，以一或多部動畫為基礎，更改其原著作品故事進程，使人產生對原著的誤解。
- 抽幀系MAD，多使用帶有懸疑氣氛之音樂，將原本流暢的畫面改為不連續中斷感
- 銜接系MAD，藉由極多的動畫素材，組合拼湊出近乎一體連貫之動作。